# Speed (australische Band)
Speed ist eine australische Hardcore-Punk-Band aus Sydney. Bei den ARIA Music Awards 2024 wurde die Band in der Kategorie Best Hard Rock / Heavy Metal Album ausgezeichnet.

## Geschichte
Die Band wurde im Jahre 2019 gegründet. Sänger Jem Siow war zuvor in der Band Endless Heights aktiv, die sich kurz zuvor aufgelöst hatte. Siow verpflichtete daraufhin seinen Bruder Aaron als Bassisten, die beiden Gitarristen Joshua Clayton und Dennis Vichidvongsa und den Schlagzeuger Kane Vardon. Im Oktober 2019 veröffentlichte die Band ihr Demo Demo 19 über Last Ride Records. Im April 2020 wurden Speed von Flatspot Records unter Vertrag genommen, die am 19. Juni 2020 die EP 2020 Flex veröffentlichten. Das Lied A Dumb Dog Gets Flogged ist eine Reaktion auf die als apathisch wahrgenommene Verhalten des damaligen Premierministers Scott Morrison während der Buschbrände in Australien 2019/2020. Am 24. Juni 2022 veröffentlichte die Band ihre zweite EP Gang Called Speed, mit dem Speed Platz fünf der australischen Albumcharts erreichten. Im Frühjahr 2024 tourten Speed zusammen mit Loathe im Vorprogramm von Knocked Loose durch Nordamerika. 
Das Lied Not That Nice erschien auf dem von Post Malone kuratierten Soundtrack für das Videospiel WWE 2k24. Im Sommer 2024 spielte die Band auf europäischen Festivals wie dem Full Force oder dem Hellfest. Ihr Debütalbum Only One Mode erschien am 12. Juli 2024 und wurde von Elliott Gallart produziert. Das Album erreichte Platz zehn der australischen Albumcharts und wurde vom britischen Magazin New Musical Express auf der Liste der 20 besten Debütalbum des Jahres geführt. Bei den ARIA Music Awards 2024 wurde das Album Only One Mode in der Kategorie Best Hard Rock / Heavy Metal Album ausgezeichnet. Darüber hinaus wurden Speed in der Kategorie Best Group und Real Life Love in der Kategorie Best Video nominiert. Im Herbst 2024 spielten Speed ihre erste US-Headlinertournee mit Angel Dust, bevor im Oktober eine Europatournee folgt.

## Stil
Robin Murray vom Onlinemagazin Clash schrieb, dass Speed „an die Grundlagen des Hardcore-Sounds angebunden“ wären, sich aber „immer weiter nach außen strecken und einige erfrischende neue Ideen einführen“. Rishi Shah vom britischen Magazin New Musical Express bezeichnete Speed als die spannendste Band des Hardcore. Die Band habe die Ambition, ihren Sound in Sphären zu verschieben, die niemand erwarten würde. Rezensent Tsunemoto vom Onlinemagazin Earshot beschrieb die Musik von Speed als metallischen Old-School-Hardcore im Stil von Madball, Biohazard, Hatebreed und Terror.

## Diskografie

### Studioalben
| Jahr | Titel Musiklabel               | Höchstplatzierung, Gesamtwochen, AuszeichnungChartsChartplatzierungen (Jahr, Titel, Musiklabel, Platzierungen, Wochen, Auszeichnungen, Anmerkungen) | Anmerkungen                         |
| Jahr | Titel Musiklabel               | AU | Anmerkungen                         |
| ---- | ------------------------------ | --- | ----------------------------------- |
| 2024 | Only One Mode Flatspot Records | AU10 (1 Wo.)AU | Erstveröffentlichung: 12. Juli 2024 |

### EPs
| Jahr | Titel Musiklabel                   | Höchstplatzierung, Gesamtwochen, AuszeichnungChartsChartplatzierungen (Jahr, Titel, Musiklabel, Platzierungen, Wochen, Auszeichnungen, Anmerkungen) | Anmerkungen                         |
| Jahr | Titel Musiklabel                   | AU | Anmerkungen                         |
| ---- | ---------------------------------- | --- | ----------------------------------- |
| 2020 | 2020 Flex Flatspot Records         | — | Erstveröffentlichung: 19. Juni 2020 |
| 2022 | Gang Called Speed Flatspot Records | AU5 (1 Wo.)AU | Erstveröffentlichung: 24. Juni 2022 |

## Musikpreise
| Jahr | Kategorie                          | für            | Resultat  |
| ---- | ---------------------------------- | -------------- | --------- |
| 2024 | Best Group                         | Speed          | Nominiert |
| 2024 | Best Hard Rock / Heavy Metal Album | Only One Mode  | Gewonnen  |
| 2024 | Best Video                         | Real Life Love | Nominiert |

| Jahr | Kategorie  | für           | Resultat   |
| ---- | ---------- | ------------- | ---------- |
| 2025 | Best Album | Only One Mode | Ausstehend |